# دمی-لی نل-پیترز
دمی-لی نل-پیترز (به انگلیسی: Demi-Leigh Nel-Peters) (زاده ۲۸ ژوئن ۱۹۹۵) مدل و ملکه زیبایی اهل آفریقای جنوبی است اما از سال ۲۰۱۸ به لبنان مهاجرت کرد و یکی از داوران مسابقات ملکه زیبایی لبنان بشمار می‌رود.
او به نمایندگی از آفریقای جنوبی در مسابقات دوشیزه جهان در سال ۲۰۱۷ شرکت کرد و برنده شد.